# زانابازار زاندانبودین
زانابازار زاندانبود (زادهٔ ۱۵ فوریهٔ ۱۹۹۶) یک کشتی‌گیر آزادکار اهل کشور مغولستان است. از افتخارات وی می‌توان به کسب مدال برنز قهرمانی کشتی جهان ۲۰۲۲ اشاره کرد.

## فعالیت حرفه‌ای

### قهرمانی کشتی جهان ۲۰۲۲
زاندانبود در وزن ۵۷ کیلوگرم کشتی آزاد قهرمانی کشتی جهان ۲۰۲۲ بلگراد شرکت کرد، او در این مسابقات دارت کاپلان از کانادا و محمد کاراووش از ترکیه را مغلوب کرد اما در مسابقه بعد به توماس گیلمن از آمریکا باخت و با توجه به حضور این کشتی‌گیر در فینال، به دیدار شانس مجدد رفت. او در مرحله شانس مجدد جورجی اوکوروکوف از استرالیا را شکست داد و به دیدار رده‌بندی رسید. وی در این دیدار زو وانهو از چین را شکست داد و مدال برنز را بدست آورد.